# Sonstorp
Sonstorp è un'area urbana della Svezia situata nel comune di Finspång, contea di Östergötland, regione del Götaland.
La popolazione risultante dal censimento 2010 era di 429 abitanti .